# Brasil Hot Pop & Popular
Brasil Hot Pop & Popular era o título da união de duas tabela musicais publicadas até 2018 pela revista Billboard Brasil mensalmente: Brasil Hot Pop Songs e Brasil Hot Popular Songs. Cada uma compreendia as quarenta canções mais executadas em estações de rádio do Brasil a partir de dados recolhidos pela empresa Crowley Broadcast Analysis (CBA), que são formulados pela grade de cidades da companhia. 

## Histórico
Na sua primeira edição, de outubro de 2009, eram avaliadas as programações de São Paulo, Rio de Janeiro, Campinas, Ribeirão Preto, Brasília, Belo Horizonte, Curitiba, Porto Alegre, Recife e Salvador; até sua edição mais atual, estão incluídas também Florianópolis, Fortaleza, Recife, Goiânia e as do Triângulo Mineiro, além do Vale do Paraíba. A apuração era feita pela CBA de segunda a sexta-feira, das 7h às 19h, e concedida com exclusividade à Billboard Brasil o número total de execuções no período do mês indicado. Exemplo:
- 19 de janeiro: começa a contagem de execuções;
- 18 de fevereiro: termina a contagem de execuções;
- Edição de março: é publicada a lista referente ao mês de fevereiro.[4]

As duas tabelas eram compostas por faixas nos formatos originais, ao vivo ou em remix. Enquanto a Brasil Hot Pop Songs compreendia músicas nacionais e internacionais no segmento de pop, a Brasil Hot Popular Songs era formada por lançamentos nacionais. Os primeiros números um das listas Hot Pop Songs e Hot Popular Songs foram respectivamente "Halo", de Beyoncé, e "Amor Não Vai Faltar", de Bruno e Marrone, em setembro de 2009.
A partir de outubro de 2014, a Billboard brasileira começou publicar um Hot 100 semanal, assim como é realizado no site e revista da Billboard em outros países, assim como a Billboard norte-americana. 
Em abril de 2017, a tabela passou a ser publicada pela Billboard brasileira, desta vez em formato digital, apresentando as mesmas amostragem e fonte utilizadas para a Brasil Hot 100 Airplay e compreendendo as vinte canções mais ouvidas dos gêneros pop, pop/rock e dance/eletrônico nas rádios brasileiras. Esta nova versão do ranking era publicada semanalmente e, assim como na anterior, a apuração era feita pela CBA de segunda a sexta-feira, das 7h às 19h.
Exemplo:
- Segunda-feira, 17: começa a contagem de execuções;
- Sexta-feira, 21: termina a contagem de execuções;
- Segunda-feira, 24: publicação da lista referente à semana anterior.

A primeira canção a liderar a nova versão do ranking foi "Você Partiu Meu Coração", de Nego do Borel, Anitta e Wesley Safadão.

## Recordes de artistas

### Artistas com mais canções que ficaram em primeiro lugar
Anitta - 11: Show das Poderosas, Meiga e Abusada, Loka, Você Partiu Meu Coração, Paradinha, Is That For Me, Sua Cara, Will I See You, Downtown, Vai Malandra, Indecente, Medicina e Não Perco Meu Tempo
Ariana Grande - 7: Break Free, Problem, Bang Bang, One Last Time, Side To Side, no tears left to cry e thank u, next
Katy Perry - 6: I Kissed a Girl, Teenage Dream, California Gurls, Firework, Roar e Dark Horse.
Taylor Swift - 6: You Belong With Me, Shake It Off, Blank Space, Style, Wildest Dreams e Look What You Made Me Do.
Rihanna - 5: What's My Name?, We Found Love, Umbrella, Work e Love on The Brain.
Camila Cabello - 4: I Know What You Did Last Summer, Crying in The Club, Never Be the Same e Havana.
Demi Lovato - 4: Give You Heart A Break, Confident, Cool For The Summer, Sorry Not Sorry e Échame La Culpa.